# Самара (приток Волги)
Сама́ра — река в Оренбургской и Самарской областях России, левый приток Волги (впадает в Саратовское водохранилище).
Длина — 594 км, площадь водосборного бассейна — 46,5 тыс. км². Среднегодовой расход воды — в 236 км от устья 47,2 м³/с. В устье реки расположен город Самара.

## История
Впервые река упоминается еще в 922 году в арабских источниках. Тогда по пределам Волжской Булгарии передвигался большой посольский караван арабов. Секретарь арабского посольства Ахмед Ибн Фадлан сделал пометку в своих дорожных записках, что караван переправился через реку «Самур». — южную границу Булгарии. Так называли реку проживающие в Булгарии тюрки-булгары.

Несмотря на то, что первые упоминания о реке Самара относятся к X веку, на карте поток был отмечен лишь в XIII столетии. Появился он на Герефордской карте в 1260 году, которая сейчас хранится в Англии. Но до начала XVIII века устье находилось намного ниже. В те времена вода протекала по старому руслу, именуемому сегодня Сухой Самаркой или Сыном Самары. Ученые пока затрудняются сказать, что повлияло на изменение русла.

## Этимология
Существует множество версий о происхождении названия Самара.
Первая версия гласит, что «Самар» с старотюркского языка обозначает «река в степи» или «степная река», так как «ар» (или «ер») на тюркском означает «река», а «сам» в переводе с некоторых диалектов означает «степь».
Вторая версия этимологии гидронима Самара — от индоиранских или индоарийских диалектов ранних скотоводов со значением летняя река/вода.
Действительно, первая часть гидронима Самар/а/ восходит к индоиранской (арийской) основе *sama- со значением ‘полугодие, год; время года’; ср. др.-инд. sámā- с тем же значением ‘сезон’ и др.-иранск. *ham-, *hama- ‘лето (и осень?)’, мл.-авест. ham ‘лето’. Родственные слова в других индоевропейских языках — арм. am «год, возраст» и amaṙn «лето», др.-ирл. sam, англ. summer (др.-англ. sumor), нем. sommer (др.-верхненем. sumar), все со значением ‘лето’ — приводят к реконструкции индоевропейской основе в форме *s(e)ṃ(H)eh2, или *semā- (с распространителем *-ā), или *semer- (с распространителем *-r). Если последнее верно, название Samar могло возникнуть как топоним со значением ‘летовка, летнее (пастбище)’ и затем стать гидронимом для главной реки.
С другой стороны, вторую часть гидронима Samar можно трактовать не как суффикс(ы) -a/-r с неопределяемым значением, а в качестве индоевропейской основы *u̯er- / *u̯ēr- ‘течь (глагол); вода, река’. Указанное значение ‘вода’ сохранилось в древнеиндийском (санскр. vār-), тохарских (A wär, B war), лувийском (u̯a-a-ar), древнеисландском (vari) словах (сравните также латинское urina). Если ранние индоевропейцы действительно вкладывали во вторую часть гидронима Samar значение ‘вода, река’, то оно могло представлять собой вторичную этимологизацию.
Третья версия о происхождении названия принадлежит Максу Фасмеру, который считал, что слово «Самара» появилось из соседних тюркских языков (тат. , чув. и чагат. samar‎, калм. samr, кирг. sardar, что на этих языках означает «мешок, таз, кувшин». Фасмер утверждал, будто в тюркских наречиях «самар» и похожие слова могли означать излучину реки, с виду как раз похожую на мешок или кувшин.
Четвёртая версия — эрзянская. Ее предложил советский лингвист Борис Серебренников в одной из своих работ. Он заметил, что в слове «Самар» присутствует характерное окончание «мар», что в переводе с эрзянского означает «холм». Первая часть слова «Самар», «са» — изменённое слово «сея», то есть — коза. В старинных картах прямо указано, что поселение Самар стоит на реке «белой козы». Выходит, Самара — это «город на козьем холме».
Есть и другие версии:
- от Самур (иран.) «бобр, выдра». Названия речек в бассейне Самары по этому зверьку и не единичны (Кондузла, Бобровка). Помимо географических и зоологических соображений, гипотеза не учитывает того факта, что изначальная форма гидронима — именно Самар, а не Самур;
- монгольское «самар» — «орех». О наличии ореховых зарослей в этих местах писал ещё Ахмед ибн Фадлан в X веке[15][нет в источнике].

## Географическое положение
Берёт начало на северных склонах возвышенности Общий Сырт. В бассейне Самары свыше 2500 малых озёр и водохранилищ общей площадью 63,7 км2.
Долина Самары асимметрична, шириной до 10—16 км. С левой стороны на всём протяжении долины пологие склоны, справа — долина ограничена возвышенностью.
Климат континентальный, засушливый. Средняя температура января −13 °C, июля 21 °C. Осадков около 400 мм в год. В бассейне реки преобладает лесостепная и степная растительность; залесённость около 12 %

## Гидрологический режим
Среднемноголетний расход воды у села Елшанки 46,7 м³/с (годовой объём стока 1,47 км³ в год). Питание реки в основном снеговое. Основная часть стока (80 %) проходит в период весеннего половодья в апреле — начале мая. Наименьшая водность реки в летнюю и зимнюю межень; минимальные летний расход воды 3,7 м³/с, зимний — 2,07 м³/с. Замерзает в ноябре — начале декабря, вскрывается в апреле.
Минерализация воды в Самаре составляет от 503,7 до 839,0 мг/л. Вода относится к гидро-карбонатному классу, кальциевой группе, но с повышенным содержанием сульфат-ионов. рН = 7,6.
Экологи относят воды реки к «умеренно-загрязнённым», основными загрязняющими веществами по разным исследованиям являются нитриты, фенолы, нефтепродукты, хлорорганические пестициды. В пробах воды в районе города Бузулук максимальные концентрации загрязняющих веществ составили: Pобщ — 588 мкг/л, нефтепродукты — 0,12 мг/л, фенолы — 0,003 мг/л, медь — 8,2 мкг/л. Однако, в настоящее время наблюдается улучшение качества воды из-за закрытия многих заводов, находящихся на берегах реки. Благодаря этому в Самаре возросла популяция рыбы. В реке водятся: лещ, карп, плотва, щука, окунь, судак, сом, голавль, ёрш, уклейка, карась, чехонь. Из членистоногих: речной рак. По берегам реки много растительности, которая является хорошим нерестилищем для местных и проходных рыб.

## Притоки
По порядку от устья к истоку:
- 25 км: Чёрная (лв.)
- 44 км: Большой Кинель (пр.)
- 111 км: овр. Ростоши (лв.)
- 178 км: Безымянка (лв.)
- 197 км: Колтубанка (пр.)
- 222 км: Мойка (лв.)
- 233 км: Боровка (пр.)
- 239 км: руч. Резерв (пр.)
- 269 км: Бузулук (лв.)
- 276 км: Ток (пр.)
- 327 км: без названия, у пос. Первомайского (лв.)
- 344 км: Елшанка (пр.)
- 348 км: Сорока (лв.)
- 359 км: Маховка (пр.)
- 362 км: Сорочка (лв.)
- 373 км: Малый Уран (пр.)
- 376 км: Елшанка (лв.)
- 390 км: овр. Глинный (лв.)
- 394 км: Маньяжка (лв.)
- 405 км: Большой Уран (пр.)
- 429 км: Красная (пр.)
- 444 км: Крестовка (пр.)
- 448 км: Ветлянка (лв.)
- 457 км: Солдатка (пр.)
- 478 км: Лебяжка (лв.)
- 505 км: Платавка (пр.)
- 535 км: Капитоновка (пр.)
- 555 км: руч. Казачка (пр.)
- 577 км: Грязнушка (пр.)

## Палеонтология
В 2016 году в честь данной реки назван Samarabatrachus — темноспондильная амфибия из отложений раннего триаса (индский ярус) Борского района Самарской области. Животное известно по черепу длиной 15,3 см.

## Астрономия
В 2007 году в честь этой реки назван астероид 26922 Samara.